# 761 Brendelia
A 761 Brendelia (ideiglenes jelöléssel 1913 SO) a Naprendszer kisbolygóövében található aszteroida. Franz Kaiser fedezte fel 1913. szeptember 8-án.